# Stéphane Vautherin
 (mars 2018).
Pour les articles homonymes, voir Vautherin.
Stéphane Vautherin, né le 18 octobre 1889 à Francheville (Rhône) et mort le 9 mai 1964 à Lyon, est un prêtre français, collaborateur pendant la Seconde Guerre mondiale. 

## Biographie
Stéphane Vautherin est né à Francheville en 1889.

### Le prêtre
Il est ordonné prêtre en 1913. Il est dans un premier temps vicaire à Collonges puis dans une paroisse de Lyon.
Il contribua au lancement dans les années 1930 du mouvement scout en région lyonnaise. Il fonde un foyer à Collonges-au-Mont-d'Or. Puis il quitte le mouvement scout pour des raisons politiques et pédagogiques. Il fonde peu avant la guerre les Chevaliers de Notre-Dame, une sorte de troupe scoute anticommuniste qui cherche à faire revivre l'esprit de la chevalerie.

### Le milicien
En 1943, il s'autoproclame aumônier de la Milice française de Lyon. Selon le témoignage du résistant Maurice, un radio, prisonnier des miliciens, les confessions pouvaient tourner à l'interrogatoire. Quelques années plus tard, il affirma avoir eu affaire au milicien, pas au prêtre.
Fin août 1944, il semble qu'il facilita l'évasion du résistant catholique Henri Jeanblanc. 
Puis le 3 septembre, jour de la libération de Lyon, il héberge le chef milicien en fuite Paul Touvier dans une cache qu'ils ont aménagée ensemble, au siège des « Chevaliers de Notre-Dame », à Fourvière.

### L'après-guerre
Après la libération de Lyon, le 3 septembre 1944, et à la suite de ses relations avec la Milice de Lyon, il est en résidence surveillée au sein de l'abbaye Notre-Dame-des-Dombes. En février 1945, il est condamné, pour collaboration, aux travaux forcés à perpétuité. Puis sa peine est commuée en sept ans de prison et finalement il est libéré de façon anticipée en juillet 1947. 
Plus tard, en 1947, arrêté par la police, Paul Touvier dénoncera ceux qui l'ont aidé dans sa fuite, dont l'abbé Vautherin.
Ce qui n'empêchera pas celui-ci, en 1963, alors curé de Saint-Sorlin, de témoigner en faveur de Touvier, alors que celui-ci tentait de se faire gracier de sa condamnation à mort par contumace.
Le 6 août 1945, l'un de ses disciples, le père Gérard Lafond, fonde une nouvelle association nommée Ordre des chevaliers de Notre-Dame, reprenant le nom de la troupe scoute de Vautherin.